# طاجين الباي
File:Tajine.elbey.jpg
طاجين الباي هو أكلة تونسية ضاربة في التاريخ و يعود إلى عهد البايات في تونس  ويعتبر من أشهر الأطباق التقليدية في تونس وهو طبق رئيسي من أطباق المطبخ التونسي.و لقب بطاجين الباي دلالة على الفخامة والاناقة .و يتكون طاجين الباي من ثلاثة طبقات تطبخ كل واحدة على حدة، طبقة اولى تتكون من اللحم والجبن، وطبقة ثانية تتكون من السبانخ والجبن و طبقة ثالثة تتكون من الريقوتة أو القوتة التونسية ويزين بالفواكه الجافة التونسية الراقية (جوزاو فستق أو بندق) على حسب الذوق.